# Mandaguaçu
Mandaguaçu este un oraș în Paraná (PR), Brazilia.